# Антонетти, Леандро
Леандро Антонетти Лопес (исп. Leandro Antonetti López; 13 января 2003, Мурсия) — пуэрто-риканский футболист, нападающий испанского клуба «Севилья Атлетико» и сборной Пуэрто-Рико.

## Биография
Родился в испанской Мурсии, где в то время выступал его отец — волейболист и в дальнейшем главный тренер волейбольной сборной Пуэрто-Рико Осси Антонетти (р. 1977). Его младший брат Начо (р. 2008) также стал футболистом.

### Клубная карьера
Заниматься футболом начинал в Пуэрто-Рико, но позже вернулся в Испанию, где присоединился к команде «Хувентуде Оросо». В 2019 году перешёл в молодёжную команду клуба «Луго». На профессиональном уровне дебютировал за клуб в Сегунде 20 мая 2022 года в матче 41-го тура против «Реал Сарагоса», в котором вышел на замену на 82-й минуте.
30 августа 2024 года подписал трёхлетний контракт с «Севильей», но изначально был отправлен в фарм-клуб «Севилья Атлетико», выступающий в первом дивизионе. 25 января 2025 года дебютировал в испанской Примере в матче 21-го тура против «Эспаньола» (1:1), появившись на замену на 80-й минуте вместо Хуанлу Санчеса.

### Карьера в сборной
В 2019 году сыграл за сборную Пуэрто-Рико до 17 лет в матче 1/8 финала юношеского чемпионата КОНКАКАФ против Мексики (1:2).
В июне 2022 года дебютировал за основную сборную Пуэрто-Рико, сыграв в двух матчах Лиги наций КОНКАКАФ против Каймановых островов и Британских Виргинских Островов.